# Ff (フォルティシモ)
「ff (フォルティシモ)」は、HOUND DOGの10枚目のシングル。1985年8月25日に発売され、1989年3月21日と1993年10月1日に8cmCDにフォーマットを変更して再発売された。
2011年に発売された、和田アキ子のカバーシングルに関しても当項で記述する。

## 音楽性
「ff (フォルティシモ)」を聴いた日清食品が曲の世界観に惚れ込み『カップヌードル』のCMソングとして採用した。
元々は大友康平が作詞をしていたが、HOUND DOGのセールスが伸びないのは歌詞に問題があると考えたレコード会社（CBSソニー）の担当者が作詞家の松尾由紀夫に依頼し、新たに書き下ろした詞がレコーディングされた。なお、サビの「愛がすべてさ いまこそ誓うよ」は大友が作詞した原詞がそのまま使用された。大友はのちに、「『ff (フォルティシモ)』は自分にとって大切な曲。これからも心をこめて歌っていきたい」と語っている。
ライブではファンがワンコーラス合唱するのが恒例となっている。
2018年3月18日より、東日本旅客鉄道（JR東日本）仙台駅にて、東北本線・常磐線・仙石東北ライン専用発車メロディとして使用されている。

## イベント等での披露
2006年5月5日に、ボクサーの亀田大毅がプロ3戦目勝利後に歌唱された。

## 替え歌
2016年に、JAバンク『年金口座』CMソングに大友による替え歌で起用された。
2019年10月18日放送の『モノシリーのとっておき 最強チャレンジ映像祭2時間SP』内のZOZOTOWNのCM「ZOZO歌謡祭」にて、大友康平が替え歌を披露した。
2022年12月6日より放送が開始された日本マクドナルドのテレビCM「ビーフシチューパイ パイがすべてさ」篇では、サビ部分の一部歌詞を商品名にした替え歌を大友自らが歌いながら出演した。

## 収録曲

### オリジナル盤
| 全編曲: 蓑輪単志。 |                         |            |          |
| #                  | タイトル                | 作詞       | 作曲     |
| 1.                 | 「ff (フォルティシモ)」 | 松尾由紀夫 | 蓑輪単志 |
| 2.                 | 「ダンスでロマンス」    | 大友康平   | 八島順一 |

### 再発盤
| 全編曲: 蓑輪単志。 |                         |            |          |
| #                  | タイトル                | 作詞       | 作曲     |
| 1.                 | 「ff (フォルティシモ)」 | 松尾由紀夫 | 蓑輪単志 |
| 2.                 | 「Knock Me Tonight」    | 大友康平   | 八島順一 |

### 再々発盤
| #  | タイトル                | 作詞       | 作曲     | 編曲     |
| -- | ----------------------- | ---------- | -------- | -------- |
| 1. | 「ff (フォルティシモ)」 | 松尾由紀夫 | 蓑輪単志 | 蓑輪単志 |
| 2. | 「涙のBirthday」        | 八島順一   | 八島順一 | 後藤次利 |
| 3. | 「ラスト・シーン」      | 松井五郎   | 八島順一 | 蓑輪単志 |

## 和田アキ子によるカバー
2011年4月20日に、和田アキ子によるカバーがシングルとして発売された。
「ff (フォルティシモ)」は、サントリー「ジョッキ生」のCMソングで、和田アキ子が和田部長としてカバー。和田によってカバーされたものが、2011年3月25日からプロ野球・読売ジャイアンツ所属のアレックス・ラミレスの打席登場の入場曲に使用され、2011年3月6日放送の『アッコにおまかせ!』にて紹介された。
「あの鐘を鳴らすのはあなた (40周年記念コンサート at the APOLLO THEATERより)」は、和田のデビュー40周年記念として開催された『アポロシアター』でのコンサートの音源を収録している。
「Tomorrow never knows」は、1995年発売のアルバム『Alive/song(s) for you '95』からのリカット。

### 収録曲
| #         | タイトル                                                                      | 作詞       | 作曲      | 編曲      | 時間  |
| --------- | ----------------------------------------------------------------------------- | ---------- | --------- | --------- | ----- |
| 1.        | 「ff (フォルティシモ)」                                                       | 松尾由紀夫 | 蓑輪単志  | 白井良明  | 3:54  |
| 2.        | 「あの鐘を鳴らすのはあなた (40周年記念コンサート at the APOLLO THEATERより)」 | 阿久悠     | 森田公一  | 山口英次  | 4:54  |
| 3.        | 「Tomorrow never knows」                                                      | 桜井和寿   | 桜井和寿  | 林有三    | 5:11  |
| 4.        | 「ff (フォルティシモ)」(サントリー新「ジョッキ生」CMヴァージョン)             | 松尾由紀夫 | 蓑輪単志  | 白井良明  | 2:14  |
| 5.        | 「ff (フォルティシモ)」(カラオケ)                                             |            |           |           | 3:51  |
| 合計時間: | 合計時間:                                                                     | 合計時間:  | 合計時間: | 合計時間: | 20:04 |

## その他のカバー
| 曲名                | アーティスト       | 収録作品                                                         | 発売日         | 規格品番                | 備考                                                                          |
| ------------------- | ------------------ | ---------------------------------------------------------------- | -------------- | ----------------------- | ----------------------------------------------------------------------------- |
| ff (フォルティシモ) | 見月そはら（美名） | 『そらのおとしものf “今年も”エンディング・テーマ・コレクション』 | 2010年12月22日 | COCX-36599              | テレビアニメ『そらのおとしものf』5話エンディングテーマ。                      |
| ff (フォルティシモ) | LGYankees          | 『BARIBARI LGYankees』                                           | 2011年2月16日  | QWCH-10023 / QWCH-10024 | 楽曲名義はLGYankees× 大友康平であり、オリジナルを歌唱する大友康平本人も参加。 |